# Maria Fredenslund
Maria Fredenslund (født 8. april 1982) er en dansk advokat med speciale i IP-rettigheder og direktør i RettighedsAlliancen.

## Uddannelse
Hun blev uddannet cand.jur. fra Københavns Universitet i 2007.

## Karriere
Efter studierne blev hun advokatfuldmægtig og senere advokat i Johan Schlüter advokatfirma. Siden 2008 har hun undervist som ekstern lektor i immaterielret på Det Juridiske Fakultet, Københavns Universitet.
Hun opnåede advokatbeskikkelse i 2010. Samme år blev hun leder og talsperson for RettighedsAlliancen, og i 2012 direktør.
Hun er desuden bestyrelsesmedlem i Foreningen for Entertainment- og Medieret.
Fredenslund repræsenterer danske rettighedshavere i nordisk og internationalt samarbejde om ophavsret og bidrager som ekspert til arbejdet i EU’s Intellectual Property Office (EUIPO).

## Forfatterskab
- Plesner-Mathiasen, Jakob; Fredenslund, Maria;  et al. (2009). Køb og salg på internettet. København: Nyt Juridisk Forlag. ISBN 9788776730802.